# Chicart Bailly

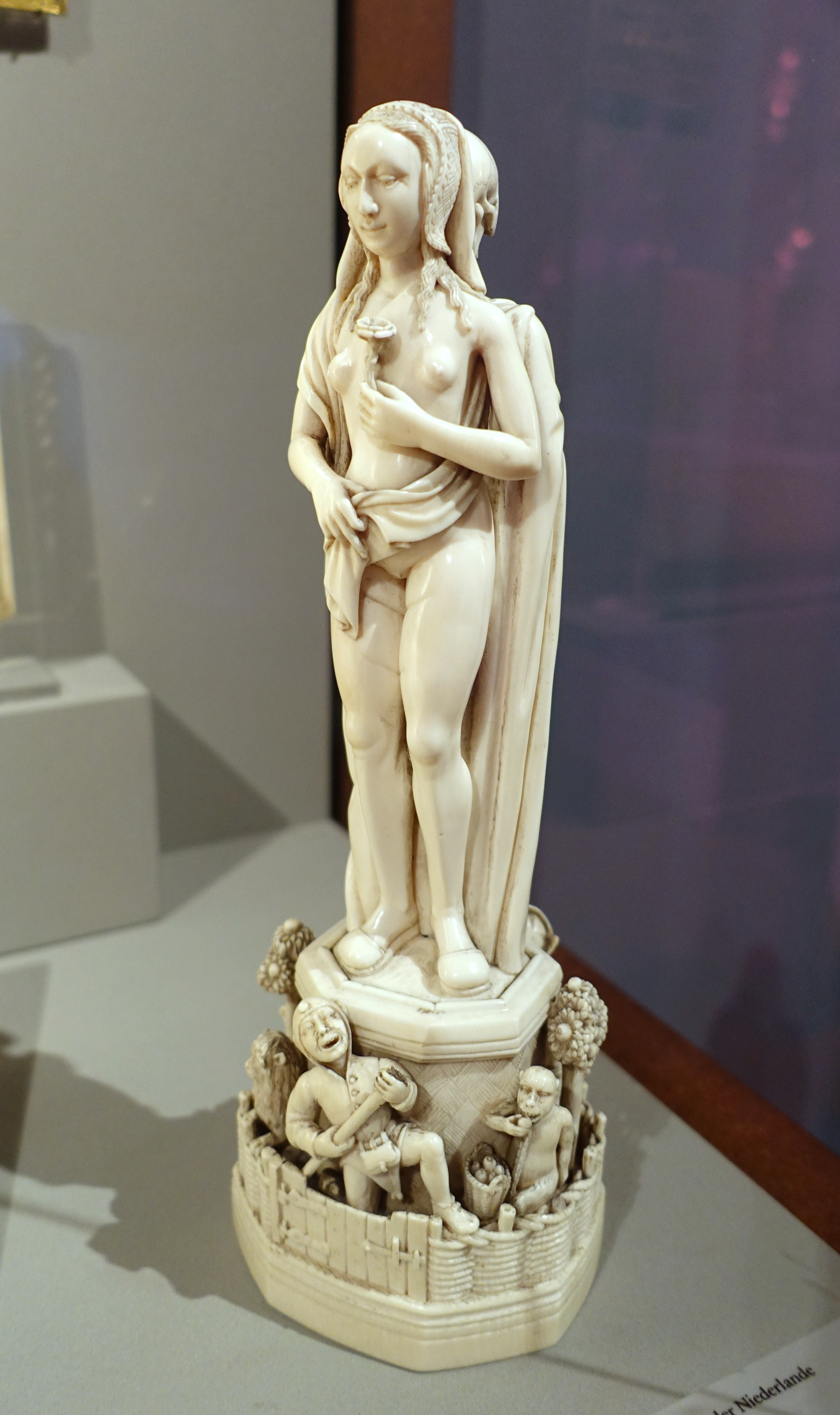
Vorderseite eines Memento mori in Berlin (um 1520)

Chicart Bailly († 1533 in Paris) war Leiter einer Elfenbeinschnitzer-Werkstatt und Händler.

## Leben und Wirken
Chicart Bailly war ab etwa 1490 in der französischen Hauptstadt als Gildenmitglied („maistre tabletier et bourgeois de Paris“) in der Verarbeitung von Elfenbein zu Luxusobjekten tätig. Dort besaß er, von seinem Vater, dem tabletier Martin Bailly, vererbt, zwei Häuser in der Rue Saint-Denis und der Rue de la Tabletterie. Seine erste Frau und Mutter mehrerer Kinder starb und Bailly ging eine zweite Ehe ein, der die Tochter Genevieve entstammte. 1533 starb er am Ort seines Schaffens und hinterließ eine große Menge Elfenbeinobjekte, die mit der übrigen Erbmasse in einem Inventar vom 16. Juni desselben Jahres (Pierrefitte-sur-Seine, Archives nationales, Minutier central des notaires de Paris, ET/XIX/16. Juni 1533) gelistet wurde. Zumindest ein Teil der gelisteten Objekte scheint für den Weiterverkauf von Bailly erworben worden zu sein, was wiederum angesichts der Menge der Objekte in Kombination mit den aufgelisteten Werkzeugen eine eigene Werkstatttätigkeit in Baillys Räumlichkeiten nahelegt. Neben Elfenbein waren auch Kunstgegenstände aus Bein und wertvollen Hölzern und deren Ausgangsmaterial in dem Haus in der Rue Saint-Denis.

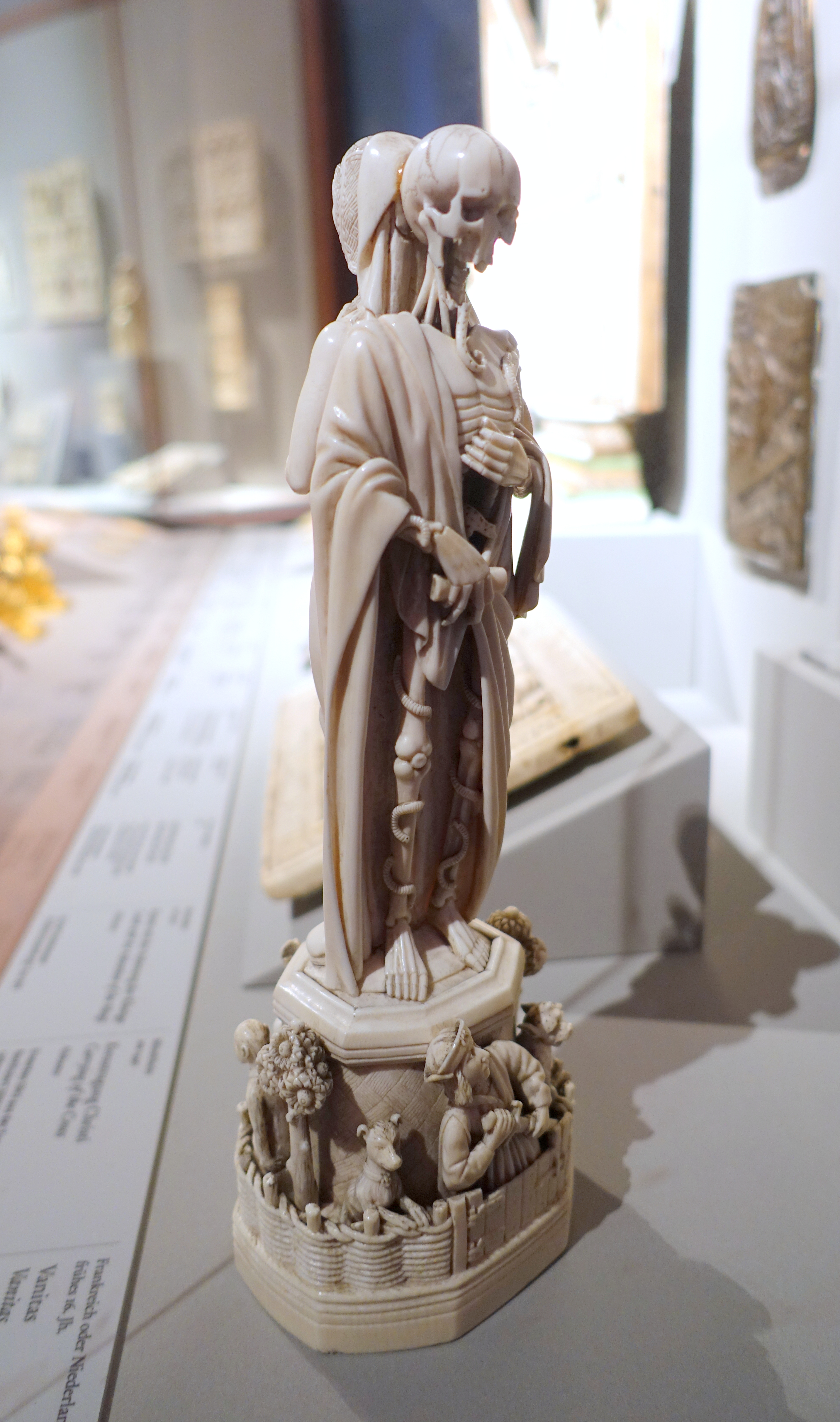
Rückseite eines Memento mori in Berlin (um 1520)

Chicart Bailly ist durch die ihm zugeschriebenen Objekte vor allem als Schnitzer von Objekten mit Vergänglichkeitsthematik bekannt. Die Vanitas- oder Memento-mori-Darstellungen umfassen Ketten- und Rosenkranzanhänger, doppelseitige Statuen und miniaturisierte Transis. Als Vorlagen für Elfenbeinschnitzereien dienten in dieser Zeit und auch bei Bailly im Speziellen oft Druckvorlagen in Form von Einzelblättern oder auch gedruckten Stundenbüchern.

## Zugeschriebene Werke

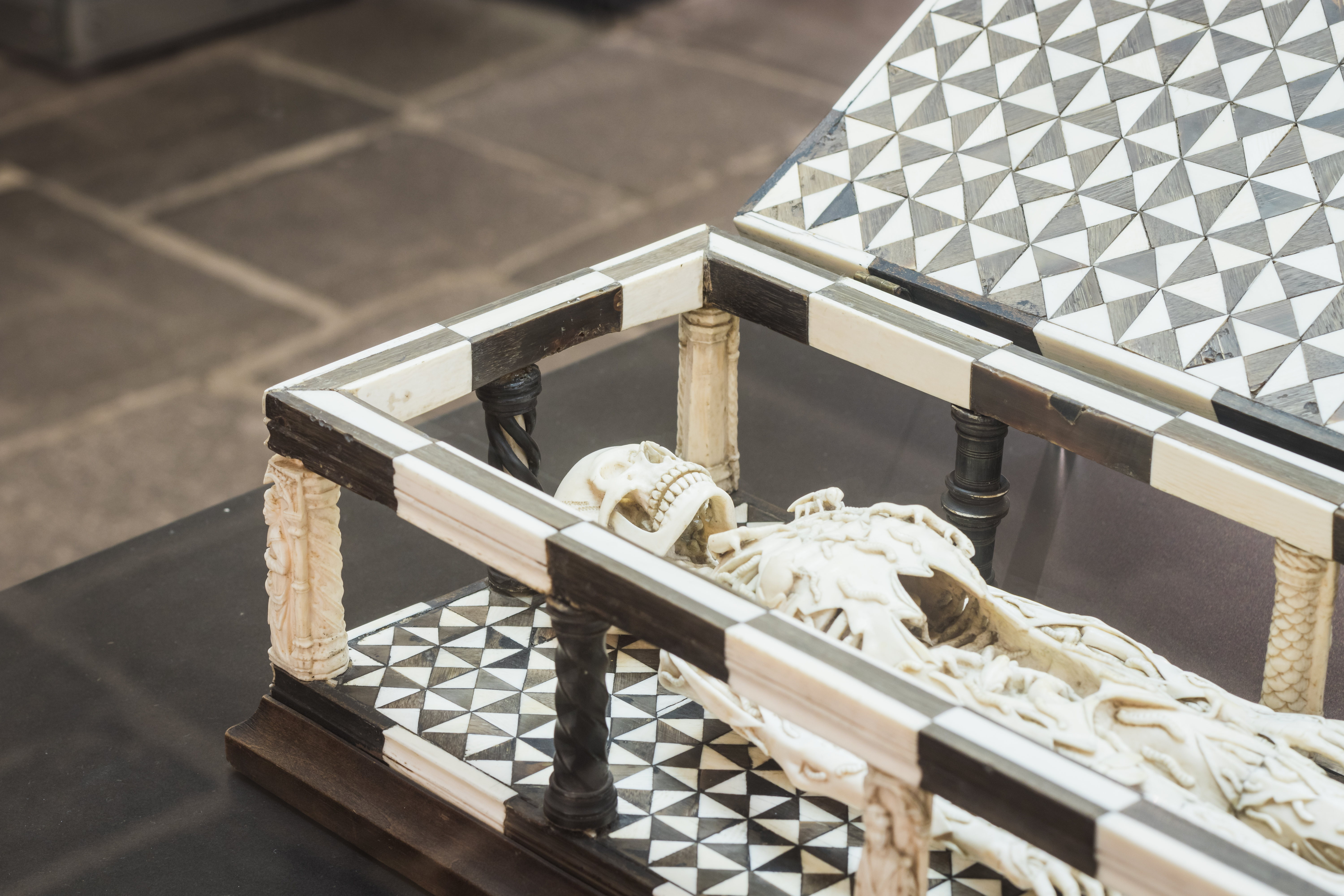
Memento mori (um 1520/30) im Museum Schnütgen

- Statuettensockel, Anfang des 16. Jahrhunderts (New York, Metropolitan Museum of Art, Inv. Nr. 55.168)[8]
- Anhänger eines Rosenkranzes oder einer Kette, zwischen 1500 und 1525 (Detroit, Detroit Institute of Arts, Inv. Nr. 1990.315)[9]
- Rosenkranzanhänger, zwischen 1500 und 1525 (Toronto, The Thomson Collection, Art Gallery of Ontario, Inv. Nr. 29272)[10]
- Rosenkranzanhänger, zwischen 1500 und 1525 (New York, Metropolitan Museum of Art, Inv. Nr. 17.190.305)[11]
- Memento Mori, um 1520 (Berlin, Skulpturensammlung und Museum für Byzantinische Kunst, Inv. Nr. 8554)[1]
- Stockknauf oder Rosenkranzanhänger, 1. Drittel des 16. Jahrhunderts (Braunschweig, Herzog Anton Ulrich-Museum, Inv. Nr. Elf 18)[12]
- Memento Mori, um 1520/30 (Köln, Museum Schnütgen, Inv. Nr. B 160)[13]